# Chilophaga tripsaci
Chilophaga tripsaci är en tvåvingeart som först beskrevs av Ephraim Porter Felt 1910.  Chilophaga tripsaci ingår i släktet Chilophaga och familjen gallmyggor. Inga underarter finns listade i Catalogue of Life.